# Bresle
Bresle település Franciaországban, Somme megyében. Lakosainak száma 118 fő (2022. január 1.). Bresle Baizieux, Hénencourt, Laviéville, Ribemont-sur-Ancre és Warloy-Baillon községekkel határos.

## Népesség
A település népességének változása:
| Lakosok száma | 123  | 124  | 130  | 128  | 126  | 125  | 123  | 120  | 118  |
|               | 2013 | 2015 | 2016 | 2017 | 2018 | 2019 | 2020 | 2021 | 2022 |